# Pfarrkirche Dornbirn-Hatlerdorf

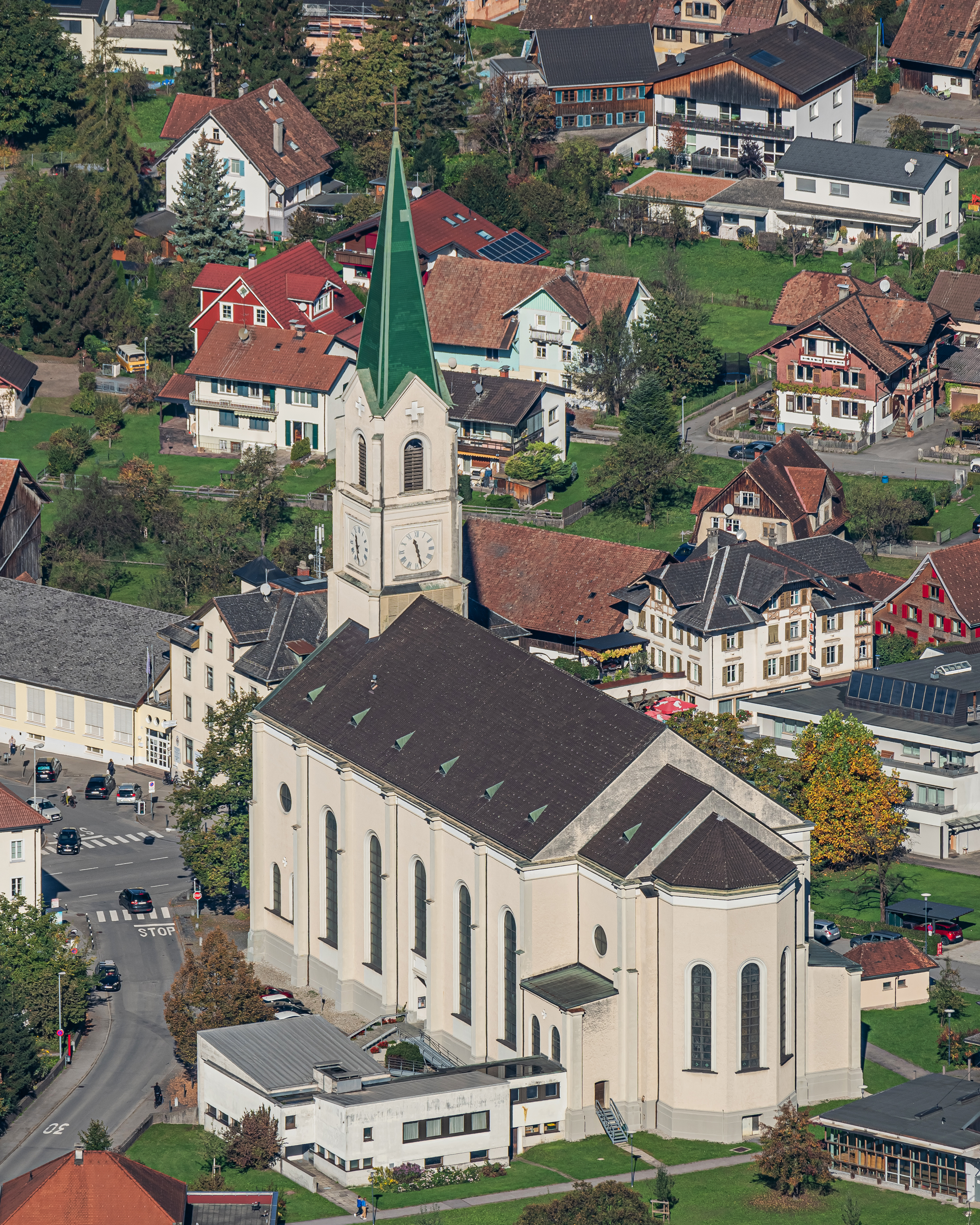
Blick auf die Kirche vom Karren

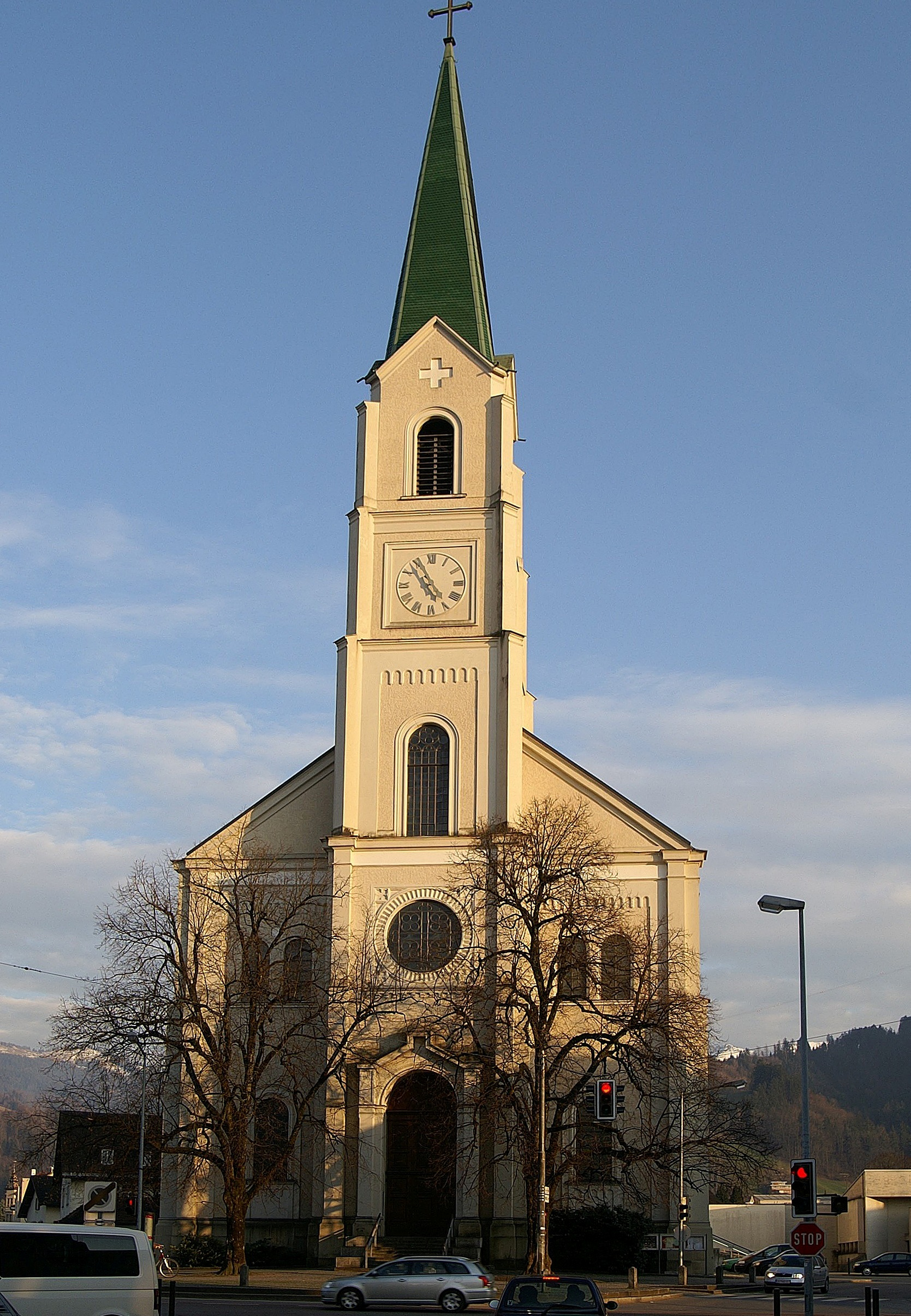
Kirchturm mit Portal

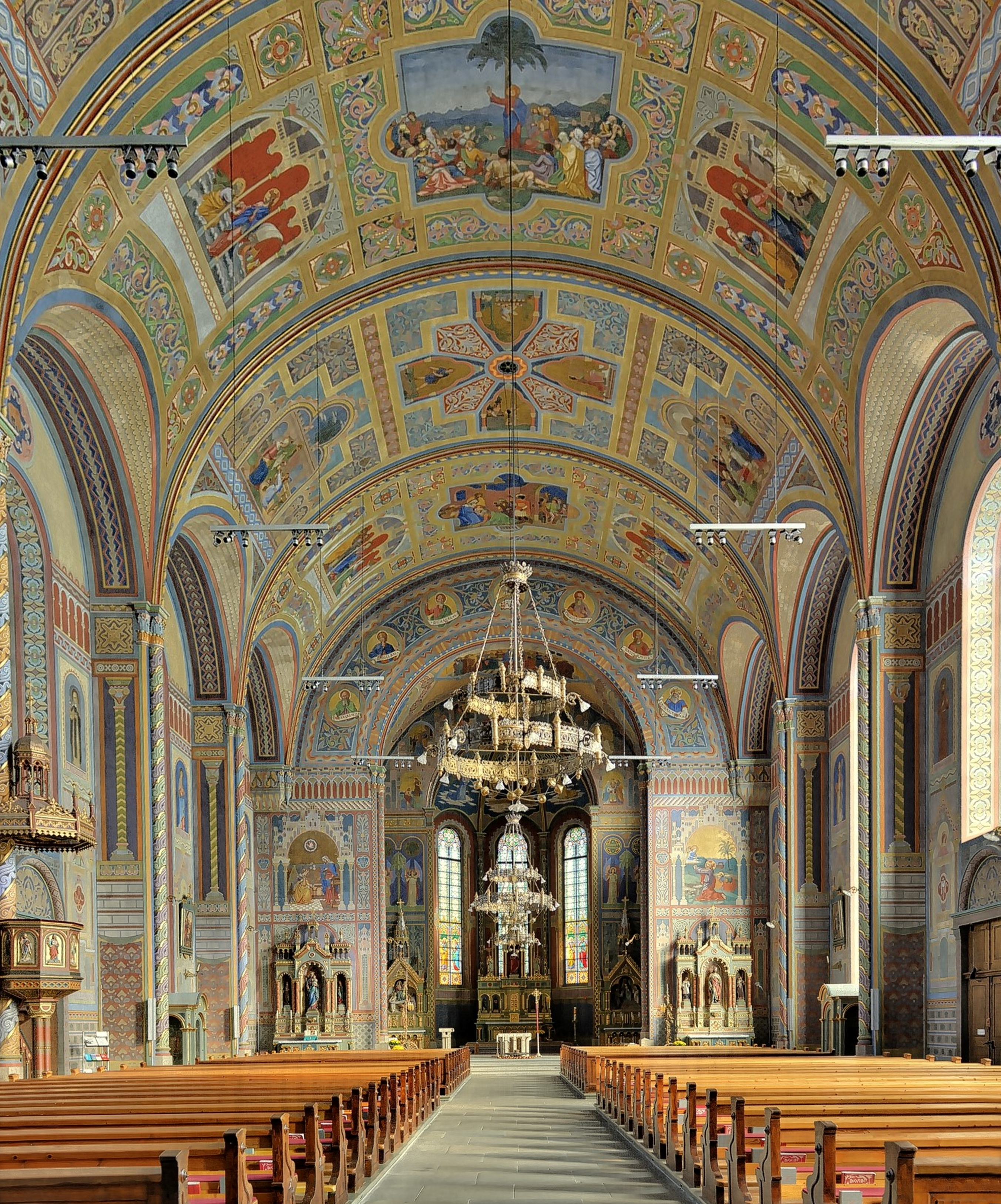
Innenansicht

Die römisch-katholische Pfarrkirche Dornbirn-Hatlerdorf (auch: Pfarrkirche Dornbirn-St. Leopold) steht im Stadtteil Hatlerdorf in der Gemeinde Dornbirn im Bezirk Dornbirn in Vorarlberg. Sie ist dem heiligen Leopold geweiht und gehört zum Dekanat Dornbirn in der Diözese Feldkirch. Das Bauwerk steht unter Denkmalschutz (Listeneintrag).

## Geschichte
Der ursprünglich sehr bäuerlich geprägte, zweite Gemeindebezirk Hatlerdorf in Dornbirn gehörte über mehrere Jahrhunderte zur Pfarre St. Martin, deren Pfarrkirche sich im zentralen Bezirk Markt befindet. Mit zunehmendem Bevölkerungswachstum in der zweiten Hälfte des 18. Jahrhunderts nahmen auch die Stimmen zu, die für das Hatlerdorf eine eigene Seelsorgestelle forderten. Im Jahr 1790 wurde deshalb in bescheidener Bauweise eine erste Kirche im Bezirk südlich der Dornbirner Ach errichtet, und zwar an der damaligen Landstraße, unweit des heutigen Hatler Brunnens im historischen Zentrum des Hatlerdorfs. Diese erste Kirche wurde dem Heiligen Leopold geweiht, welcher auch Patron der Pfarre blieb. An den ursprünglichen Kirchenbau, der als „Hatler Kapelle“ bezeichnet wird, erinnert heute nur noch ein Wegkreuz. 1791 kam es zur Einrichtung einer Kaplanei, welche 1846 zur Expositur der Pfarre St. Martin aufgewertet wurde. Erst 1896 wurde St. Leopold zu einer eigenen Pfarre erhoben. In den Jahren 2000 bis 2002 kam es erstmals seit Bestehen des neuen Kirchengebäudes zu einer Gesamtrestaurierung.

## Architektur
Der neuromanische Kirchenbau wurde in den Jahren von 1860 bis 1866 nach den Plänen des bayrischen Hofbauinspektors Eduard Riedel im Münchner Rundbogenstil errichtet. Die sehr farbenprächtige Ausmalung des tonnengewölbten Saals entstand in den Jahren 1890 bis 1892 nach einem theologischen Bildprogramm des damaligen Hatler Pfarrers Ferdinand Gierer. Mit der Ausführung der Bilder wurde der schwäbische Maler Hermann Lang, mit der Dekorationsmalerei der württembergische Künstler Hans Martin beauftragt.
Südlich an der alten Sakristei wurde eine neue Sakristei und eine Taufkapelle nach einem Plan des Architekten Anton Rhomberg angebaut.

## Ausstattung
Die der Zeit entsprechende Ausstattung der Kirche aus Holz wurde 1909 beziehungsweise 1913 mit dem Aufstellen der Seitenaltäre und der Montage der drei Kronleuchter abgeschlossen. Die Mensa schuf der Bildhauer Herbert Albrecht, die Orgel 1879 die Orgelbaufirma Gebrüder Mayer. 1965 wurde sie umgebaut. Eine Glocke goss 1790 Kaspar Gunz.